# HMS Folkestone (L22)
«Фолкстон» (англ. HMS Folkestone (L22)) — військовий корабель, шлюп типу «Гастінгс» Королівського військово-морського флоту Великої Британії за часів Другої світової війни.

## Історія створення
Шлюп «Фолкстон» був закладений 21 травня 1929 року на верфі компанії Swan Hunter and Wigham Richardson Ltd. у місті Волсенд. Спущений на воду 12 лютого 1930 року, вступив у стрій 25 червня того ж року.

## Історія служби

### Довоєнна служба
Після вступу у стрій «Фолкстон» з серпня 1930 року по серпень 1931 року ніс службу у Перській затоці. З листопада 1931 року перебував на Китайській станції.
У 1939 році корабель був роззброєний в Гонконзі та переобладнаний на гідрографічне судно. Ніс службу у новозеландських водах.

### Друга світова війна
З початком другої світової війни більша частина команди корабля була відправлена на укомплектування екіпажів тральщиків резерву. У грудні 1939 року корабель знову був озброєний та вирушив в метрополію. З лютого 1940 року ніс службу у складі Командування Західних сполучень. 4 червня 1940 року зіткнувся з торговим судном «Рівер Хамбер», яке внаслідок зіткнення затонуло.
Наприкінці 1941 року «Фолкстон» був переведений до складу Західно-Африканського командування, яке базувалось у Фрітауні. Того ж року були додані 102-мм універсальна та дві 20-мм зенітні установки. У 1942 році на кораблі встановили сантиметровий радар «Type 271».
Протягом вересня-жовтня 1943 року корабель пройшов ремонт у Ліверпулі. 13 листопада 1943 року на ньому стався вибух котла. Після усунення пошкоджень «Фолкстон» ніс службу у Фрітауні зі супроводу конвоїв. З березня 1944 року він був включений до складу 56-ї ескортної групи. У вересні 1944 року повернувся до метрополії. У зв'язку із недоцільністю ремонту був поставлений на прикол в Мілфори-Гейвені. Використовувався для випробування бомб. 22 травня 1947 року проданий на злам.